# 에어 올란드
에어 올랜드(핀란드어: Air Åland)는 핀란드령 올란드 제도의 항공사로 2005년 설립되어 마리에함에 본사를 두고 있으며 마리에함 공항을 거점으로 운항하고 있다. 2012년부터 넥스트 제트로 업무를 이관하고 운항이 중단되었다.

## 운항 노선[2]
- 핀란드
  - 헬싱키 (헬싱키 공항)
- 스웨덴
  - 스톡홀름 (스톡홀름 알란다 공항)
- 올란드 제도
  - 마리에함 (마리에함 공항) 허브